# 안셀숲쥐
안셀숲쥐(Hylomyscus anselli)는 쥐과에 속하는 설치류의 일종이다. 1979년에 처음 기술되었다. 저산대숲쥐(Hylomyscus denniae)의 아종(H. d. anselli)으로 기술되기도 한다.